# Achinoam z Jizreel
Achinoam z Jizreel (XI/X w. p.n.e.) – żona izraelskiego króla Dawida. 
Dawid poślubił ją, jeszcze zanim został królem. Była jego drugą żoną - po Mikal, córce Saula, i przed Abigail, wdową po Nabalu.
Wraz z mężem i jego stronnikami przebywała najpierw na dworze Akisza, króla Gat, a później w filistyńskim Siklag. Pod nieobecność Dawida miasto zostało najechane i spalone przez Amalekitów - Achinoam i Abigail znalazły się w niewoli. Dawid zdołał jednak na czele swoich ludzi dogonić napastników, rozgromić ich i uwolnić swoje żony.
Po obwołaniu Dawida królem Achinoam wraz z dworem Dawida przebywała w Hebronie. Tam urodziła mu syna Amnona. Był to najstarszy syn Dawida.
Dalsze losy Achinoam nie są znane.